# John Dunstable
John Dunstable –o Dunstaple– (ca. 1390-24 de diciembre de 1453) fue un compositor inglés de música polifónica de la Baja Edad Media - inicios del Renacimiento. 

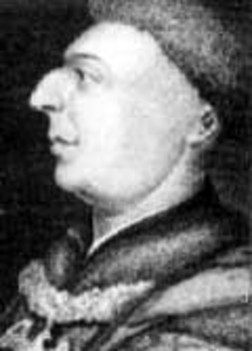
John de Lancaster, patrón de John Dunstaple.

## Vida
Fue uno de los compositores más activos de la primera mitad del siglo XV, casi contemporáneo de Leonel Power, y tuvo una gran influencia no sólo en Inglaterra sino también en el continente, contribuyendo en particular como músico de la Escuela inglesa.
Sirvió a Juan de Lancaster, duque de Bedford y hermano del rey Enrique V, a la reina Juana de Navarra (1427-1436) y al duque de Gloucester en el año 1438. Fue igualmente un astrónomo y hombre de gran cultura en el arte del Quadrivium.
Fue reconocido por el teórico flamenco Johannes Tinctoris como el padre de la llamada contenance angloise.  Tal estilo se caracteriza por la suavidad del sonido obtenida gracias a la dulzura armónica de las terceras y las sextas.
Este tipo de sonoridad fue utilizada por Guillaume Dufay y Gilles Binchois en la formación del estilo borgoñón.
Se sabe que gozaba de gran capital financiero y que poseía propiedades en Inglaterra y Londres.

## Obra
La producción musical de la Inglaterra medieval fue prodigiosa, sin embargo, casi todos los manuscritos musicales fueron destruidos durante la Reforma inglesa, particularmente como resultado de la disolución de los monasterios en 1536-1540. Como resultado, la mayor parte del trabajo de Dunstaple se destruyó y tuvo que ser recuperado de fuentes continentales (predominantemente las del norte de Italia y el sur de los Alpes).
Debido a que se han encontrado numerosas copias de sus obras en manuscritos italianos y alemanes, su fama debe haber sido generalizada. Los musicólogos del siglo XV enfrentan dos problemas: primero, determinar cuáles de las muchas obras anónimas supervivientes fueron escritas por qué compositores y, segundo, desentrañar atribuciones contradictorias esto se hace aún más difícil para los compositores ingleses como Dunstaple: los escribas en Inglaterra frecuentemente copiaban música sin ninguna adscripción, haciéndola inmediatamente anónima y, si bien los escribas continentales eran más asiduos a este respecto, muchas obras se publicaron en nombre de Dunstaple; tienen otras atribuciones, potencialmente igualmente válidas, en diferentes fuentes a otros compositores, incluidos Gilles Binchois, John Forest y Leonel Power.
De las obras que se le atribuyen sólo se conservan unas cincuenta, entre las que se encuentran dos misas completas, tres conjuntos de secciones de misa conectadas, catorce secciones de misa individuales, doce motetes isorrítmicos completos (incluido el famoso que combina el himno Veni Creator Spiritus y la secuencia Veni sancte Spiritus, y el menos conocido Albanus roseo rutilat mencionado anteriormente), así como veintisiete escenarios separados de varios textos litúrgicos, incluidos tres Magnificats y siete escenarios de antífonas marianas, como Alma redemptoris Mater y Salve Regina, Mater misericordiae. Dunstaple fue uno de los primeros en componer misas utilizando una única melodía como cantus firmus. Un buen ejemplo de esta técnica es su Missa Rex seculorum.
Se cree que escribió música secular, pero no se le pueden atribuir canciones en lengua vernácula con ningún grado de certeza: aunque el rondeau Puisque m'amour con texto en francés se atribuye a Dunstaple en dos fuentes y no hay motivos para dudarlo. Debido a su autoría, la balada siguió siendo la forma más preferida de la canción secular inglesa en ese momento y hay pocas oportunidades de comparación con el resto de su producción. Ahora se atribuye la melodía popular "O rosa bella", que alguna vez se pensó que era de Dunstaple. a John Bedingham (o Bedingham). Sin embargo, debido a que gran parte del repertorio de villancicos ingleses que se conserva del siglo XV es anónimo, y se sabe que Dunstaple escribió muchos, la mayoría de los estudiosos lo consideran muy probable, tanto por razones estilísticas como estadísticas. que algunos de los villancicos anónimos de esta época son en realidad de Dunstaple. 